# Arch Enemy
Arch Enemy (от англ. arch-enemy — заклятый враг) — шведская группа, играющая в стиле мелодичный дэт-метал. Была основана в 1995 году братьями Майклом и Кристофером Эмоттами.

## История

### С Йоханом Лиивой (1995—2001)
Группа Arch Enemy была образована Майклом Эмоттом (Carcass, Carnage, Spiritual Beggars) в 1995 году. После ухода из Carcass в 1993 он собрал группу Spiritual Beggars, в которой полностью погрузился в ретроградный стоунер-рок. После выхода их второго альбома Another Way to Shine шведский лейбл Wrong Again Records предложил Эмотту записать пластинку в ключе Heartwork — его последней работы с Carcass. Эмотт обратился за помощью к бывшему коллеге по Carnage, вокалисту и басисту Йохану Лииве, а также к своему младшему брату Кристоферу, который на тот момент учился в музыкальной школе по классу гитары. С сессионным барабанщиком Даниэлем Эрландссоном (Eucharist) Arch Enemy записали свой первый альбом Black Earth. Эмотт не планировал идти с Arch Enemy дальше одного альбома, но сингл Bury Me an Angel стал неожиданно популярным на японском MTV, что и подтолкнуло Майкла к заключению контракта с японским лейблом Toy's Factory. В составе, укомплектованном ударником Петером Вильдуром и басистом Мартином Бенгтссоном, Arch Enemy отправились в своё первое турне по Японии.
Следующий альбом, Stigmata, завоевал внимание более широкой публики, став популярным как в Европе, так и в Америке. Это был первый альбом Arch Enemy, получивший мировую известность.
В 1999 г. Шарли Д’Анджело был принят на должность басиста Arch Enemy, а Даниэль Эрландссон снова сел за ударную установку — теперь уже как постоянный член группы. Альбом Burning Bridges стал следующим творением музыкантов, а сразу же после него появился концертник Burning Japan Live 1999, который поначалу был издан только в Японии, но, по многочисленным просьбам поклонников, был выпущен в мировой прокат. Burning Bridges — своего рода веха в творчестве Arch Enemy, у которой группа кардинально меняет своё звучание, всё более тяготея к мелодике, но при этом сохраняя брутальную тяжесть, присущую первым двум альбомам.
В 2001 г. вокалиста Йохана Лиива попросили покинуть группу. Майкл Эмотт заявил, что ему нужен более «динамичный фронтмен», и что выступления Лиива на концертах никак не вязались с образом группы. Вскоре Лиива был заменён немецкой журналисткой-любительницей, а по совместительству и дэт-вокалисткой, Ангелой Госсов (нем. Angela Nathalie Gossow). Чуть ранее, в том же году, Ангела брала интервью у Кристофера Эмотта, и там она передала ему свою демозапись. Госсов доказала свою компетентность как певица и была тепло принята большинством поклонников творчества Arch Enemy. Йохан Лиива, в свою очередь, создал группы Nonexist, а потом Hearse (в последней команде он и остался окончательно).

### С Ангелой Госсов (2001—2014)

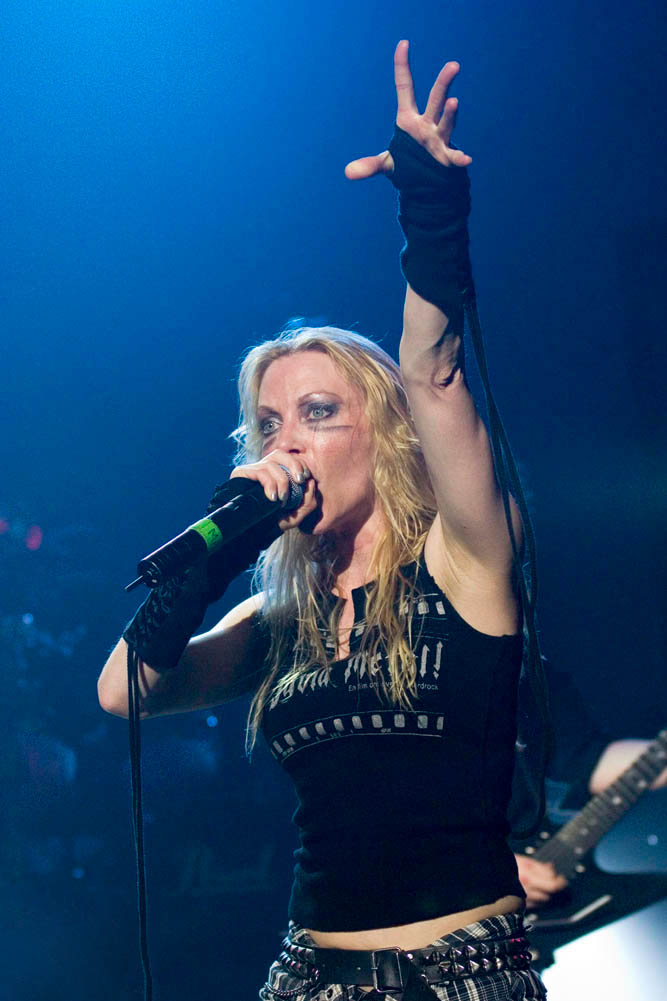
Ангела Госсов на концерте в Бразилии в 2007 году.

Первый альбом с голосом новой вокалистки назывался Wages of Sin и был выпущен в конце 2001 года. В декабре того же года Arch Enemy приняли участие в концерте «Japan’s Beast Feast 2002», где сыграли на одной сцене со Slayer и Motörhead. Anthems of Rebellion вышел в свет в 2003 году и включал некоторые новшества, как, например, партии второго голоса в песне «End of the Line». В ноябре следующего года коллектив выпустил мини-альбом Dead Eyes See No Future, который содержал записи с концертов, а также каверы на Manowar, Megadeth и Carcass. В июне 2005 года группа завершила запись своего шестого альбома — Doomsday Machine. В июле 2005 года гитарист Кристофер Эмотт покинул коллектив и занялся своей личной жизнью. Его временно заменил гитарист Гас Джи. (Gus G.), а затем постоянное место второго гитариста занял Фредрик Окессон (Fredrik Åkesson). Но 22 марта 2007 года после начала записи седьмого студийного альбома Rise of the Tyrant было официально объявлено о возвращении в Arch Enemy Кристофера Эмотта.
Arch Enemy выпустили свой девятый студийный альбом Khaos Legions 30 мая 2011 года в Европе и 7 июня в США на лейбле Century Media.
17 марта 2014 года Ангела Госсов объявила о завершении вокальной карьеры в Arch Enemy. Её место заняла Алисса Уайт-Глаз из канадской мелодик-дэт-метал группы The Agonist. Сама же Госсов сосредоточилась на коммерческом продвижении группы и менеджменте.

### С Алиссой Уайт-Глаз (2014 — настоящее время)
3 марта 2014 года группа сообщила о записи нового альбома War Eternal, релиз которого состоялся в июле 2014. Альбом был записан с новой вокалисткой Алиссой Уайт-Глаз.
18 ноября 2014 года стало известно, что гитарист Ник Кордл покидает коллектив прямо посреди турне в поддержку альбома War Eternal. В качестве временной замены в группу вернулся Кристофер, затем его на постоянной основе заменил Джефф Лумис.
8 сентября 2017 года вышел альбом Will to Power на лейбле Century Media Records. Является первым альбом, в котором используется чистое пение в роли основного вокала. А также первый альбом, в записи которого участвовал гитарист Джефф Лумис, ставший участником группы в ноябре 2014 года.
18 января 2019 года выпустили альбом-компиляцию Covered in Blood, содержащий каверы на песни других исполнителей.

## Состав
| Нынешний состав - Майкл Эмотт — гитара, клавишные, бэк-вокал (1996—настоящее время) - Даниэль Эрландссон — ударные (1996, 1998—настоящее время) - Шарли Д’Анджело — бас-гитара (1999—настоящее время) - Алисса Уайт-Глаз — вокал (2014—настоящее время) - Джои Консепсьон — гитара (2023-настоящее время) Бывшие участники - Йохан Лиива — вокал (1996—2000), бас-гитара (1996) - Кристофер Эмотт — гитара (1996—2005, 2007—2012) - Петер Вильдур — ударные (1997) - Мартин Бенгтссон — бас-гитара (1997—1998) - Ангела Госсов — вокал (2000—2014) - Фредрик Окессон — гитара (2005—2007) - Ник Кордл — гитара (2012—2014) - Джефф Лумис — гитара, клавишные, бэк-вокал (2014—2023) | Сессионные музыканты - Фредрик Нордстрём — клавишные (1996—2000) - Дик Лёвгрен — бас-гитара (1999) - Роджер Нильссон — бас-гитара (1999—2000) - Пер Вайберг — клавишные (2000—2007, 2009—2013) - Гас Джи — гитара, клавишные, бэк-вокал (2005) |

## Дискография
- Black Earth (1996)
- Stigmata (1998)
- Burning Bridges (1999)
- Wages of Sin (2001)
- Anthems of Rebellion (2003)
- Doomsday Machine (2005)
- Rise of the Tyrant (2007)[3]
- The Root of All Evil (2009)[4]
- Khaos Legions (2011)
- War Eternal (2014)
- Will to Power (2017)
- Deceivers (2022)
- Blood Dynasty (2025)